# Классики науки
«Классики науки» — книжная серия, в которой выпускаются труды выдающихся учёных различных областей знания (физиков, математиков, химиков, биологов, историков, философов). Издаётся с 1945 года под эгидой Академии наук СССР; с 1992 года — РАН. Инициатором создания серии был Президент АН СССР, академик С. И. Вавилов. Многие работы известных ученых были подготовлены и впервые изданы в рамках серии. За подготовку изданий обычно отвечали ведущие специалисты СССР в соответствующих областях знания.

## Издание книг
С момента основания серия выпускалась в издательстве АН СССР, впоследствии в издательстве «Наука». Издания до 1952 года утверждались к печати комиссией Академии наук СССР по изданию научно-популярной литературы, а с 1952 года и по настоящее время специальной редакционной коллегией серии «Классики науки». 

Бо́льшая часть томов снабжена научно-справочным аппаратом: вступительной статьёй или послесловием, примечаниями и комментариями, именным и предметным указателями. Тома издавались в переплёте, оформление выдержано в едином дизайнерском стиле. Цвет обложек различный с преобладанием темно-красных или коричневых оттенков. В 60-е годы часть книг была издана в суперобложке (Фридман, Коперник, Эйнштейн). До 1964 г. формат изданий имел стандарт 70×92/16, затем его сменил 70×90/16. 

В 2000 году произошла смена стиля оформления серии. 
В 2000-х годах, кроме книг издательства «Наука», появились книги с пометкой серии от других издательств («УРСС», «Физматлит»). Стиль оформления серии при этом не соблюдался и не было ссылки на утверждение издания редколлегией серии.

## Список книг, выпущенных в 1945—2010
Номера выпусков условные. Книги расположены хронологически, внутри каждого года издания даны в алфавитном порядке.

### 1945
1. Лукреций. О природе вещей. Т. 1. 451 с. Тираж 10000 экз.[2]

### 1946
1. Ньютон И. Лекции по оптике. 295 с. Тираж 10000 экз.
2. Цвет М. Хроматографический адсорбционный анализ. 273 с. Тираж 5000 экз.

### 1947
1. Клеро А. Теория фигуры Земли, основанная на началах гидростатики. 359 с. Тираж 5000 экз.
2. Лукреций. О природе вещей. Т. 2. Статьи, комментарии, фрагменты Эпикура и Эмпедокла. 699 с. Тираж 5000 экз.
3. Монж Г. Начертательная геометрия. 292 с. Тираж 5000 экз.
4. Фарадей М. Экспериментальные исследования по электричеству. 848 с. Тираж 5500 экз.

### 1948
1. Гарвей В. Анатомическое исследование о движении сердца и крови у животных. 235 с. Тираж 5000 экз.
2. Ковалевская С. В. Научные работы. 368 с. Тираж 5000 экз.
3. Ковалевский В. О. Палеонтология лошадей. 352 с. Тираж 4000 экз.
4. Ляпунов А. М. Избранные труды. 540 с. Тираж 3000 экз.
5. Ньютон И. Всеобщая арифметика или книга об арифметических синтезе и анализе. 444 с. Тираж 5000 экз.
6. Петров Н. П. Гидродинамическая теория смазки. Избранные работы. 552 с. Тираж 3000 экз.
7. Тимирязев К. А. Избранные работы по хлорофиллу и усвоению света растением. 352 с. Тираж 10000 экз.

### 1949
1. Докучаев В. В. Избранные труды. 644 с. Тираж 6000 экз.
2. Максвелл Дж. К., Вышнеградский И. А., Стодола А. Теория автоматического регулирования (линеаризованные задачи) . 431 с. Тираж 5000 экз.[3]
3. Павлов И. П. Лекции о работе главных пищеварительных желез. 291 с. Тираж 6000 экз.
4. Павлов И. П. Лекции о работе больших полушарий головного мозга. 475 с. Тираж 7000 экз.
5. Федоров Е. С. Симметрия и структура кристаллов. Основные работы. 631 с. Тираж 3000 экз.

### 1950
1. Бугер П. Оптический трактат о градации света. 479 с. Тираж 5000 экз.
2. Бэр К. М. История развития животных. Т. 1. 467 с. Тираж 5000 экз.
3. Введенский Н. Е. Избранные произведения Ч. 1. 506 с. Тираж 4000 экз.
4. Везалий А. О строении человеческого тела. В 7-ми книгах. Т. 1. 1056 с. Тираж 5000 экз.
5. Вильямс В. Р. Избранные сочинения Т. 1. 791 с. Тираж 6000 экз.
6. Вильямс В. Р. Избранные сочинения Т. 2. 804 с. Тираж 6000 экз
7. Вольф К. Ф. Теория зарождения. 631 с. Тираж 6000 экз.
8. Ленц Э.X. Избранные труды. 522 с. Тираж 5000 экз.
9. Мечников И. И. Избранные биологические произведения. 797 с. Тираж 8000 экз.
10. Мичурин И. В. Итоги шестидесятилетних работ. 551 с. Тираж 10000 экз.
11. Шампольон Ж.-Ф. О египетском иероглифическом алфавите. 272 с. Тираж 5000 экз.

### 1951
1. Бутлеров А. М. Избранные работы по органической химии. 688 с. Тираж 5000 экз.
2. Введенский Н. Е. Избранные произведения Ч. 2. 856 с. Тираж 4000 экз.
3. Гюйгенс Х. Три мемуара по механике. 379 с. Тираж 2500 экз.
4. Ковалевский А. О. Избранные работы. 676 с. Тираж 4000 экз.
5. Костычев П. А. Избранные труды. 668 с. Тираж 5000 экз.
6. Марков А. А. Избранные труды. Теория чисел. Теория вероятностей. 720 с. Тираж 3000 экз.
7. Мечников И. И. Вопросы иммунитета. Избранные труды. 735 с. Тираж 6000 экз.
8. Рождественский Д. С. Работы по аномальной дисперсии в парах металлов. 395 с. Тираж 3000 экз.
9. Фарадей М. Экспериментальные исследования по электричеству. Т. 2. 539 с. Тираж 4000 экз.
10. Феофраст. Исследование о растениях. 591 с. Тираж 3000 экз.
11. Эпинус Ф. Т. У. Теория электричества и магнетизма. 564 с. Тираж 3000 экз.

### 1952
1. Ассур Л. В. Исследование плоских стержневых механизмов с низшими парами с точки зрения их структуры и классификации. 592 с. Тираж 2500 экз.
2. Гаусс К. Избранные труды по земному магнетизму. 342 с. Тираж 3000 экз.
3. Сеченов И. М. Избранные произведения Т. 1. 772 с. Тираж 10000 экз.

### 1953
1. Бэр К. М. История развития животных. Т. 2. 627 с. Тираж 5000 экз.
2. Декарт Р. Рассуждение о методе. 656 с. Тираж 5000 экз.
3. Струве В. Я. Этюды звездной астрономии. 235 с. Тираж 5000 экз.
4. Федоров Е. С. Начала учения о фигурах. 411 с. Тираж 4000 экз.

### 1954
1. Ампер А. М. Электродинамика. 492 с. Тираж 5000 экз.
2. Бредихин Ф. А. Этюды о метеорах. 608 с. Тираж 3000 экз.
3. Везалий А. О строении человеческого тела. В 7-ми книгах. Т. 2. 960 с. Тираж 5000 экз.
4. Гадолин А. В. Вывод всех кристаллогрфических систем и их подразделений из одного общего начала. 157 с. Тираж 4000 экз.
5. Клаус К. К. Избранные труды по химии платиновых металлов. 304 с. Тираж 3500 экз.
6. Рулье К. Ф. Избранные биологические произведения. 688 с. Тираж 5000 экз.
7. Фракасторо Д. О контагии, контагиозных болезнях и лечении. 324 с. Тираж 4000 экз.

### 1955
1. Вильямс В. Р. Избранные сочинения Т. 3. 1008 с. Тираж 6000 экз
2. Ламарк Ж. Б. Избранные произведения. Т. 1. 968 с. Тираж 5000 экз
3. Леонардо Да Винчи. Избранные естественнонаучные произведения. 1028 с. Тираж 5000 экз
4. Ловиц Т. Е. Избранные труды по химии и химической технологии. 619 с. Тираж 3000 экз
5. Марковников В. В. Избранные труды. 927 с. Тираж 4000 экз
6. Ферсман А. Е. Кристаллография алмаза. 566 с. Тираж 5000 экз
7. Чебышёв П. Л. Избранные труды. 927 с. Тираж 4000 экз

### 1956
1. Гильберт В. О магните, магнитных телах и о большом магните — Земле. 411 с. Тираж 3500 экз
2. Лобачевский Н. И. Избранные труды по геометрии. 596 с. Тираж 3500 экз
3. Сеченов И. М. Избранные произведения Т. 2. 942 с. Тираж 7000 экз.
4. Франклин В. Опыты и наблюдения над электричеством. 271 с. Тираж 5500 экз.[4]

### 1957
1. Гёте И. В. Избранные сочинения по естествознанию. 553 с. Тираж 3000 экз
2. Стенон Н. О твердом, естественно содержащемся в твердом. 151 с. Тираж 2500 экз

### 1958
1. Гесс Г. И. Термохимические исследования. 203 с. Тираж 4000 экз.
2. Крылов А. Н. Избранные труды. 803 с. Тираж 5000 экз.
3. Лебедев С. В. Избранные работы по органической химии. 670 с. Тираж 2500 экз.
4. Менделеев Д. И. Периодический закон. 830 с. Тираж 7000 экз.
5. Остроградский М. В. Избранные труды. 583 с. Тираж 3000 экз.
6. Фарадей М. Экспериментальные исследования по электричеству. Т. 3. 831 с. Тираж 2500 экз.

### 1959
1. Бернулли Д. Гидродинамика или записки о силах и движениях жидкостей. 551 с. Тираж 2500 экз.
2. Гаусс К. Труды по теории чисел. 978 с. Тираж 2500 экз.
3. Герц Г. Принципы механики, изложенные в новой связи. 386 с. Тираж 2500 экз.
4. Ламарк Ж. Б. Избранные произведения. Т. 2. 895 с. Тираж 3000 экз
5. Менделеев Д. И. Растворы. 1163 с. Тираж 4000 экз.

### 1960
1. Ланжевен П. Избранные труды [по физике]. 755 с. Тираж 4000 экз.
2. Менделеев Д. И. Периодический закон. Дополнительные материалы. 711 с. Тираж 4000 экз.
3. Пастер Л. Избранные труды. Т. 1. 1012 с. Тираж 3500 экз.
4. Пастер Л. Избранные труды. Т. 2. 834 с. Тираж 3000 экз.

### 1961
1. Ломоносов М.В. Избранные труды по химии и физике. 560 с. Тираж 3000 экз.

### 1962
1. Агрикола Г. О горном деле и металлургии. В 12-ти книгах. 599 с. Тираж 2000 экз.
2. Гаюи Р.-Ж. Структура кристаллов. 176 с. Тираж 3300 экз.
3. Магнус Р. Установка тела. 624 с. Тираж 2200 экз. Суперобложка [5]
4. Циолковский К. Э. Избранные труды. 535 с. Тираж 6000 экз.

### 1963
1. Бируни. Собрание сведений для познания драгоценностей (минералогия). 518 с. Тираж 2200 экз.
2. Лебедев П. Н. Собрание сочинений. 435 с. Тираж 2000 экз.

### 1964
1. Бос Д. Ч. Избранные произведения по раздражимости растений. Т. 1. 427 с. Тираж 1500 экз.
2. Бос Д. Ч. Избранные произведения по раздражимости растений. Т. 2. 395 с. Тираж 1500 экз.
3. Коперник Н. О вращении небесных сфер. Малый комментарий. Послание против Вернера. Упсальская запись. 653 с. Тираж 1600 экз.
4. Страбон. География. В 17-ти книгах 943 с. Тираж 2500 экз.

### 1965
1. Леонардо Да Винчи. Анатомия. Записи и рисунки. 586 с. Тираж 3500 экз.
2. Мендель Г. Опыты над растительными гибридами. 159 с. Тираж 5000 экз.
3. Эйнштейн А. Собрание научных трудов. Т. 1. 700 с. Тираж 32000 экз.

### 1966
1. Кюри П. Избранные труды. 399 с. Тираж 2200 экз.
2. Фридман А. А. Избранные труды. 462 с. Тираж 1500 экз.
3. Эйнштейн А. Собрание научных трудов. Т. 2. 878 с. Тираж 32000 экз.
4. Эйнштейн А. Собрание научных трудов. Т. 3. 632 с. Тираж 32000 экз.

### 1967
1. Вавилов Н. И. Избранные произведения. Т. 1. 424 с. Тираж 5300 экз.
2. Вавилов Н. И. Избранные произведения. Т. 2. 480 с. Тираж 5300 экз.
3. Эйнштейн А. Собрание научных трудов. Т. 4. 599 с. Тираж 32000 экз.

### 1968
1. Зелинский Н. Д. Избранные труды. 687 с. Тираж 2000 экз.

### 1970
1. Бор Н. Избранные научные труды. Т. 1. 583 с. Тираж 11800 экз.
2. Жоффруа Сент-Илер Э. Избранные труды. 706 с. Тираж 2000 экз.

### 1971
1. Бор Н. Избранные научные труды. Т. 2. 675 с. Тираж 11800 экз.
2. Пуанкаре А. Избранные труды. Т. 1. 771 с. Тираж 11500 экз.
3. Резерфорд Э. Избранные научные труды. Радиоактивность. 431 с. Тираж 4000 экз.
4. Ферми Э. Научные труды. Т. 1. 818 с. Тираж 7200 экз.

### 1972
1. Пуанкаре А. Избранные труды. Т. 2. 999 с. Тираж 11500 экз.
2. Резерфорд Э. Избранные научные труды. Строение атома и искусственное превращение элементов. 532 с. Тираж 3600 экз.
3. Ферми Э. Научные труды. Т. 2. 712 с. Тираж 7200 экз.

### 1973
1. Капица С. П. (сост.) Жизнь науки. Антология вступлений к классике естествознания. 598 с. Тираж 16000 экз.
2. Павлов И. П. Двадцатилетний опыт объективного изучения высшей нервной деятельности (поведения) животных. 659 с. Тираж 3250 экз.

### 1974
1. Браве О. Избранные научные труды. Кристаллографические этюды. 419 с. Тираж 2300 экз.
2. Пуанкаре А. Избранные труды. Т. 3. 771 с. Тираж 11500 экз.

### 1975
1. Гедройц К. К. Избранные научные труды. 638 с. Тираж 2200 экз.
2. Паули В. Труды по квантовой теории. Статьи 1920—1928. 687 с. Тираж 4200 экз.
3. Планк М. Избранные труды. 788 с. Тираж 4100 экз.
4. Френкель Я. И. Кинетическая теория жидкостей. 592 с. Тираж 5000 экз.

### 1976
1. Прянишников Д. Н. Избранные труды. 591 с. Тираж 3750 экз.
2. Чаплыгин С. А. Избранные труды. Механика жидкости и газа. Математика. Общая механика. 495 с. Тираж 1700 экз.
3. Шредингер Э. Избранные труды по квантовой механике. 424 с. Тираж 3400 экз.

### 1977
1. Паули В. Труды по квантовой теории. Статьи 1928—1958. 695 с. Тираж 4200 экз.

### 1978
1. Ухтомский А. А. Избранные труды. 358 с. Тираж 2000 экз.

### 1979
1. Федоров Е. С. Правильное деление плоскости и пространства. 272 с. Тираж 1400 экз.
2. Фишер Э. Избранные труды. 639 с. Тираж 1250 экз.
3. Чугаев Л. А. Химия комплексных соединений. 486 с. Тираж 2250 экз.

### 1982
1. Гиббс Дж. В. Термодинамика. Статистическая механика. 584 с. Тираж 7800 экз.
2. Зинин Н. Н. Труды по органической химии. 259 с. Тираж 4200 экз.
3. Лаплас П. С. Изложение системы мира. 374 с. Тираж 5800 экз.

### 1983
1. Чернов Д. К. Избранные труды по металлургии и металловедению. 447 с. Тираж 1550 экз.

### 1984
1. Больцман Л. Избранные труды. 589 с. Тираж 3600 экз.
2. Вант-Гофф Я. Г. Избранные труды по химии. 541 с. Тираж 2100 экз.
3. Вегенер А. Происхождение континентов и океанов. 285 с. Тираж 5750 экз.[5]
4. Вейль Г. Избранные труды. 511 с. Тираж 5800 экз.

### 1985
1. Кантор Г. Труды по теории множеств. 430 с. Тираж 3450 экз.
2. Мишер Ф. Труды по биохимии. 318 с. Тираж 1900 экз.

### 1987
1. Дебай П. Избранные труды. 559 с. Тираж 1700 экз.
2. фон Нейман Д. Избранные труды по функциональному анализу. Т. 1. 375с. Тираж 3900 экз.
3. фон Нейман Д. Избранные труды по функциональному анализу. Т. 2. 369 с. Тираж 3900 экз.

### 1988
1. Кирхгоф Г. Р. Избранные труды. 428 с. Тираж 1750 экз.

### 1989
1. Линней К. Философия ботаники. 451 с. Тираж 7200 экз. подсерия «Памятники истории науки»
2. Максвелл Д. К. Трактат об электричестве и магнетизме. Т. 1. 415 с. Тираж 3100 экз.
3. Максвелл Д. К. Трактат об электричестве и магнетизме. Т. 2. 434 с. Тираж 3100 экз.
4. Ньютон И. Математические начала натуральной философии. 687 с. Тираж 5000 экз.
5. Фаминцын А. С. Обмен веществ и превращение энергии в растениях. 637 с. Тираж 950 экз.
6. Фрейд З. Введение в психоанализ. Лекции. 455 с. Тираж 40000 экз. подсерия «Памятники истории науки»

### 1990
1. Бернштейн Н. А. Физиология движений и активность. 494 с. Тираж 2200 экз.

### 1991
1. Дарвин Ч. Происхождение видов путём естественного отбора или сохранение благоприятных рас в борьбе за жизнь. 539 с. Тираж 11000 экз.

### 1994
1. Гамильтон У. Р. Оптика. Динамика. Кватернионы. 560 с. Тираж 670 экз.

### 1995
1. Чирвинский П. Н. Искусственное получение минералов в XIX столетии. 509 с. Тираж 300 экз.

### 1997
1. Бехтерев В. М. Будущее психиатрии. Введение в патологическую рефлексологию. 329 с. Тираж 2000 экз. подсерия «Памятники истории науки»
2. Понтекорво Б. Избранные труды Т. 1. 415 с. Тираж 1000 экз.
3. Понтекорво Б. Избранные труды Т. 2. 352 с. Тираж 1000 экз.

### 2000
1. Марков М. А. Избранные труды. Т. 1. 505 с. Тираж 1000 экз.

### 2001
1. Дарвин Ч. Происхождение видов путём естественного отбора, или сохранение благоприятных рас в борьбе за жизнь, 2-е изд. 695 с. Тираж 1000 экз.
2. Марков М. А. Избранные труды. Т. 2. 664 с. Тираж 300 экз.

### 2002
1. Эйлер Л. Письма к немецкой принцессе о разных физических и философских материях. 720 с. Тираж 1000 экз.

### 2004
1. Симонов П. В. Избранные труды. Т. 1. 437 с. Тираж 450 экз.
2. Симонов П. В. Избранные труды. Т. 2. 310 с. Тираж 450 экз.

### 2005
1. Боголюбов Н. Н. Собрание научных трудов в 12 т. Т. 1. Математика и нелинейная механика в 4 т. Т. 1: Математика, 1925—1990. 775 с. Тираж 1500 экз.
2. Боголюбов Н. Н. Собрание научных трудов в 12 т. Т. 2. Математика и нелинейная механика в 4 т. Т. 2. Нелинейная механика, 1932—1940. 828 с. Тираж 400 экз.
3. Боголюбов Н. Н. Собрание научных трудов в 12 т. Т. 3. Математика и нелинейная механика в 4 т. Т. 3. Асимптотические методы в теории нелинейных колебаний. 605 с. Тираж 400 экз.

### 2006
1. Боголюбов Н. Н. Собрание научных трудов в 12 т. Т. 4. Математика и нелинейная механика в 4 т. Т. 4: Нелинейная механика. 432 с. Тираж 400 экз.
2. Боголюбов Н. Н. Собрание научных трудов в 12 т. Т. 5. Статистическая механика: неравновесная стат. механика, 1939—1990. 804 с. Тираж 1500 экз.
3. Боголюбов Н. Н. Собрание научных трудов в 12 т. Т. 6. Статистическая механика: равновест. статист. механика, 1945—1974. 519 с. Тираж 400 экз.

### 2007
1. Боголюбов Н. Н. Собрание научных трудов в 12 т. Т. 7. Введение в квантовую статистическую механику. Аспекты теории полярона. 662с. Тираж 1100 экз.
2. Боголюбов Н. Н. Собрание научных трудов в 12 т. Т. 8. Теория неидеального Бозе-газа, сверхтекучести и сверхпроводимости, 1946—1992. 642 с. Тираж 520 экз.
3. Боголюбов Н. Н. Собрание научных трудов в 12 т. Т. 9. Квантовая теория, 1949—1966. 668 с. Тираж 520 экз.

### 2008
1. Боголюбов Н. Н. Собрание научных трудов в 12 т. Т. 10. Квантовая теория. Введение в теорию квантованных полей. 736 с. Тираж 1000 экз.
2. Боголюбов Н. Н. Собрание научных трудов в 12 т. Т. 11. Общие принципы квантовой теории поля. 1006 с. Тираж 520 экз.
3. Боголюбов Н. Н. Собрание научных трудов в 12 т. Т. 12. Теория элементарных частиц, 1963—1990. 736 с. Тираж 1000 экз.

### 2009
1. Тихонов А. Н. Собрание научных трудов в 10 т. Т. 2. Математика. Ч. 2. Вычислительная математика. 1956—1979. Математическая физика. 1933—1948. 590 с. Тираж 400 экз.
2. Тихонов А. Н. Собрание научных трудов в 10 т. Т. 3. Обратные и некорректные задачи. Ч. 1. 1943—1988. 630 с. Тираж 500 экз.

### 2010
1. Сисакян Н. М. Проблемы биохимии и космической биологии. 685 с. Тираж 400 экз.

### 2012
1. Тихонов А. Н. Т.1 Математика, ч. 1: Топология. Функциональный анализ, 1925-1966 ; Уравнения с малым параметром и асимптотические методы, 1948-1985 ; Математическая физика, 1946-1975. 636 с.

## Книги издательства «Физматлит»
В издательстве «Физматлит» с пометкой серии был выпущен четырёхтомный сборник трудов Поля Дирака.
- 1. Дирак П. А. М. Собрание научных трудов. Т. 1. 2002 г. 704 с. Тираж 3000 экз.
- 2. Дирак П. А. М. Собрание научных трудов. Т. 2. 2003 г. 848 с. Тираж 300 экз.
- 3. Дирак П. А. М. Собрание научных трудов, Т. 3. 2004 г. 720 с. Тираж 400 экз.
- 4. Дирак П. А. М. Собрание научных трудов. Т. 4. 2005 г. 784 с. Тираж 300 экз.

## Книги издательства «УРСС»
Большая часть книг «УРСС» является репринтами книг, выпущенных в советский и дореволюционный период; новыми изданиями являются только труды В. Гейзенберга, Я. Смородинского, Ю. Вигнера и А. Тодхантера.
- Гейзенберг В. Избранные труды. 2001 г. 614 с.
- Смородинский Я. А. Избранные труды. 2001. 566 с.
- Вигнер Ю. Инвариантность и законы сохранения. 2002 г. 318 с.
- Тодхантер А. История математических теорий притяжения и фигуры Земли от Ньютона до Лапласа. 2002 г. 672 с.
- Смородинский Я. А. Избранные труды. Изд. 2-е. 2006 г. 568 с.
- Ньютон И. Математические начала натуральной философии. Изд. 3-е. 2008 г. 687 с.
- Гейзенберг В. Избранные труды. Изд. 2-е. 2009 г. 616 с.
- Боэций. «Утешение Философией» и другие трактаты. Пер. с лат. Изд. 2-е. 2010 г. 416 с.
- Гейзенберг В. Избранные труды. Изд. 3-е. 2010 г. 616 с.
- Гюйгенс Х. Трактат о свете. Изд. 2-е. 2010 г. 176 с.
- Лукреций. О природе вещей. Изд. 2-е. 2010 г. 448 с.
- Циолковский К. Э. Труды по ракетной технике. Изд. 2-е. 2010 г. 352 с.
- Дарвин Ч. Пангенезис. Изд. 2-е. 2010 г. 232 с.
- Гельмгольц Г. Учение о слуховых ощущениях как физиологическая основа для теории музыки. Изд. 2-е. 2011 г. 592 с.
- Боэций. «Утешение Философией» и другие трактаты. Пер. с лат. Изд. 3-е. 2011 г. 416 с.
- Либих Ю. Письма о химии: В приложении к земледелию и физиологии. Пер. с нем. Изд. 2-е. 2011. 432 с.
- Лукреций. О природе вещей. Изд. 3-е, стереот. 2011 г. 448 с.
- Мах Э. Механика. Историко-критический очерк её развития. Пер. с нем. Изд. 2-е. 2011. 456 с.
- Бюффон Ж. Всеобщая и частная естественная история: История и теория Земли. Пер. с фр. Изд. 4-е. 2012. 384 с.
- Либих Ю. Письма о химии: В приложении к физике, технике и пищевой промышленности. Пер. с нем. Изд. 2-е. 2012. 376 с.
- Евклид. Начала; пер. М. Е. Ващенко-Захарченко. Изд. 2-е. 2012 г. 728 c.
- Ньютон И. Математические работы. Изд. 2-е. 2012 г. 472 с.
- Фреге Г. Логика и логическая семантика. Пер. с нем. Изд. 2-е, испр. 2012. 512 с.
- Лукреций. О природе вещей. Изд. 4-е, стереот. 2012 г. 448 с.
- Мечников И. И. Невосприимчивость в инфекционных болезнях. Изд. 3-е. 2012. 712 с.
- Евклид. Начала; пер. М. Е. Ващенко-Захарченко. Изд. 3-е. 2013 г. 744 c.
- Циолковский К. Э. Труды по ракетной технике. Изд. 3-е. 2013 г. 352 с.
- Декарт Р. Космогония. Два трактата: Трактат о свете. Описание человеческого тела и трактат об образовании животного. Пер. с фр. Изд. 2-е. 2013. 328 с.
- Гельмгольц Г. Учение о слуховых ощущениях как физиологическая основа для теории музыки. Изд. 3-е. 2013 г. 592 с.
- Лукреций. О природе вещей. Изд. стереот. 2014 г. 448 с.
- Ньютон И. Математические начала натуральной философии. Изд. стереот. 2014 г. 687 с.
- Ньютон И. Математические работы. Пер. с лат. Изд.стереотип. 2014. 472 с.
- Вейль Г. Пространство. Время. Материя: Лекции по ОБЩЕЙ ТЕОРИИ ОТНОСИТЕЛЬНОСТИ. Пер. с нем. Изд.стереотип. 2015. 464 с.
- Ампер А.-М. Электродинамика: Избранные работы. Пер. с фр. Изд.2 2015.  496 с.
- Фреге Г. Логика и логическая семантика. Пер. с нем. Изд.стереотип. 2015. 514 с.
- Лукреций. О природе вещей: Билингва латинско-русский. Изд.5. 2015. 448 с.
- Мах Э. Механика: Историко-критический очерк её развития. Пер. с нем. Изд.стереотип. 2015. 456 с.
- Гюйгенс Х. ТРАКТАТ О СВЕТЕ: в котором объяснены причины того, что с ним происходит при отражении и при преломлении, в частности при странном преломлении исландского кристалла. Пер. с фр. Изд.стереотип. 2015. 176 с
- Дарвин Ч. Пангенезис. Пер. с англ. Изд.стереотип. 2015. 232 с.
- Гельмгольц Г. Учение о слуховых ощущениях как физиологическая основа для теории музыки. Пер. с нем. Изд.стереотип. 2015. 594 с.
- Евклид. Начала. Изд.4 2015. 752 с.